# Dendropicos pyrrhogaster
El pito ventrirrojo (Dendropicos pyrrhogaster) es una especie de ave piciforme de la familia Picidae que vive en África Occidental.

## Distribución y hábitat
Se encuentra en las selvas de Benín, Camerún, Costa de Marfil, Ghana, Guinea, Liberia, Mali, Nigeria, Sierra Leona y Togo.